# ぷろすちゅ★でんとGood
『ぷろすちゅ★でんとGood』（ぷろすちゅーでんとぐっど）は、アリスソフトより1999年1月14日に発売された18禁シミュレーションゲームである。前作『ぷろすちゅーでんとG』の流れを汲むが、一部キャラクターを除いて世界観等は全くの別物。
猿藤悟郎らが搭乗するロボットを操り、敵となる憂国機団のロボットを殲滅するSLG。キャッチフレーズは「馬鹿がロボットでやってくる」。特撮モノや往年のロボットアニメなど、ほぼ全編がギャグとオタクネタで占められている。
発売当初タイトルは『ぷろすちゅーでんとGood』だったが、廉価版発売時に基準に引っかかったため「ー」を「★」に変えている。
ALICEの館7に収録されている外伝『ぷろGRX』は普通のADVであり、猿藤と魔窟堂の活躍が中心である。
前作である「ぷろすちゅーでんとG」はアリスソフトの「配布フリー宣言」の対象であり、公式サイトから無料でゲームデータをダウンロード出来る。

## 登場人物
猿藤悟郎（えんどう ごろう）
本作の主人公。オタクでゴリラ並みの腕力を持つ醜男。自分の名前を間違って書くほど頭が悪い一方、正義感が強いため、ヒロインたちから信頼されている。バナナが大好き。
半ば拉致される形で姫夜木研究所にやって来、紫音に一目惚れし、姫夜木研究所に協力することになる。搭乗するロボットは猿皇。物語が進むと空を飛べるようになる。
魔窟堂野武彦（まくつどう のぶひこ）
猿藤にとってオタクの師匠。モノローグにのみ登場した前作とは違い、全編にわたって活躍する。人間離れした能力を多々持ち、猿藤をも凌駕する。同人誌に対して異常なまでの執着心を見せ、そのためだけにロボットに乗り込むこともある。本シリーズのキャラクターの中でもっとも外部出演が多く、『ままにょにょ』、『戦国ランス』に出演している。
姫夜木紫音（ひめやぎ しおん）
本作のメインヒロインで、姫夜木研究所所長・大吾の娘。本作の中で唯一と言っていいほどの常識人だが、それゆえに影が薄い。彼女が後に搭乗する専用ロボットのみ搭乗者である紫音本人をモデルとしている。彼女を攻略していくとシナリオがさらに進む事になる。
桜小路牡丹（さくらこうじ ぼたん）
閃真流皇応派の使い手。格闘技界から追放され、無念を残したまま亡くなった兄・卓也の復讐のために武道大会を訪れ、自分の道場に戻ったところを猿藤らにスカウトされる。その際に猿藤に負け、猿藤を師と仰ぐようになる。常に武道のことを考えている武道家らしい少女。なお、初登場の際に猿藤と兄を見間違える場面もある。搭乗するロボットは爆砕姫。
四条沙羅沙（しじょう さらさ）
聖アンナ学園の学生である同性愛者で、紫音らを目当てに猿藤のスカウトに応じる。前作のヒロインの一人である四万十沙織とほぼ同じキャラクターである。女には優しいが男にはどこまでも厳しく、猿藤とことあるごとに揉め事を起こすが、彼女をメインに攻略すると次第に互いを分かりあう展開になっていく。搭乗ロボットは爆撃姫。
高見柚子（たかみ ゆず）
猿藤の従妹。遊園地で遊んでいるところを大吾にスカウトされ、夏休み限定で協力することにした。猿藤から子供扱いされており、猿藤らの猥談を理解できない上味方側の主要女性キャラクターの中で唯一Hシーンがない。搭乗ロボットはレスキュート。
ミーア
遺伝子操作をされ、姫夜木研究所が引き取った獣娘。ほとんど人間語はしゃべらない。発情期の際に猿藤の童貞を奪うが、攻略対象ヒロインではない。搭乗ロボットはビストーム。
阿寒湖まりも(あかんこ まりも)
猿藤が魔法によって女になった姿。沙羅沙が猿藤と合体して合体ロボットである爆猿皇になることを「男だから嫌だ」という理由で頑なに拒んだため、仕方無しにこの姿になった。前作にも登場するが、髪の色が銀色から桃色になっている。
姫夜木大吾（ひめやぎ だいご）
紫音の父親で、姫夜木研究所の所長。魔窟堂とはオタク仲間である。